# آلتیمیت ایرز
آلتیمیت ایرز (به انگلیسی: Ultimate Ears) با مخفف یوای (مخفف انگلیسی: UE) برند آمریکایی است که در حوزه ایرفون و اسپیکرهای حرفه ایی فعالیت می‌کند. مؤسسان آن میندی و جری هاروی در سال ۱۹۹۵ اقدام به راه اندازی آن نمودند که در سال ۲۰۰۸ توسط شرکت لاجیتک خریداری شد.
یکی از مزایای طراحی اسپیکرهای یوای دارا بودن استاندار IPX7 می‌باشد که امکان غوطه ور شدن در آب را به آنها می‌دهد.

## محصولات
اسپیکرهای برند UE در مدل‌های زیر در بازار عرضه می‌شوند:
- اسپیکر بلوتوث یو ای مگابوم UE Megaboom (با قابلیت اتصال به بی‌نهایت اسپیکر بلوتوث به یکدیگر)
- اسپیکر بلوتوث یوای بوم2 UE BOOM2 (با قابلیت اتصال به بی‌نهایت اسپیکر بلوتوث به یکدیگر)
- اسپیکر بلوتوث یوای واندربوم UE Wonderboom (با قابلیت اتصال دو اسپیکر بلوتوث به یکدیگر)
- اسپیکر بلوتوث یوای رول UE Roll2 (با قابلیت اتصال دو اسپیکربلوتوث به یکدیگر)

محصولات ایرفون و هدفون این کمپانی با سری‌های MetroFi و SuperFi و UE MINI BOOM و TripleFi و UE ارائه می‌شوند.